# Youri Baas
Youri Baas (Oostvoorne, Países Bajos, 17 de marzo de 2003) es un futbolista neerlandés que juega de defensa en el Ajax de Ámsterdam de la Eredivisie.

## Trayectoria
Nacido en Oostvoorne, comenzó su carrera futbolística en el club local OVV antes de pasar al departamento juvenil del Excelsior Rotterdam en 2012. Se incorporó a la cantera del Ajax de Ámsterdam en 2017. Debutó oficialmente con el Jong Ajax en un empate 2-2 contra el De Graafschap en la Eerste Divisie el 11 de diciembre de 2020, entrando como suplente en el minuto 86 por Naci Ünüvar. El 26 de marzo de 2021 firmó una prórroga de su contrato que le mantiene en Ámsterdam hasta 2024.

## Selección nacional
Ha sido convocado en varias ocasiones con la selección juvenil de Holanda, sobre todo en siete ocasiones con la selección sub-17.

## Estadísticas

### Clubes
Actualizado al último partido disputado el 7 de noviembre de 2024.
| Club                             | Div.          | Temporada     | Liga  | Liga  | Copas nacionales | Copas nacionales | Copas internacionales | Copas internacionales | Total | Total |
| Club                             | Div.          | Temporada     | Part. | Goles | Part.            | Goles            | Part.                 | Goles                 | Part. | Goles |
| -------------------------------- | ------------- | ------------- | ----- | ----- | ---------------- | ---------------- | --------------------- | --------------------- | ----- | ----- |
| Jong Ajax · Países Bajos         | 2.ª           | 2020-21       | 17    | 0     | —                | —                | —                     | —                     | 17    | 0     |
| Jong Ajax · Países Bajos         | 2.ª           | 2021-22       | 23    | 1     | —                | —                | —                     | —                     | 23    | 1     |
| Jong Ajax · Países Bajos         | 2.ª           | 2022-23       | 9     | 1     | —                | —                | —                     | —                     | 9     | 1     |
| Jong Ajax · Países Bajos         | Total club    | Total club    | 49    | 2     | 0                | 0                | 0                     | 0                     | 49    | 2     |
| Ajax de Ámsterdam · Países Bajos | 1.ª           | 2022-23       | 7     | 0     | 1                | 0                | 3                     | 0                     | 11    | 0     |
| NEC Nimega · Países Bajos        | 1.ª           | 2023-24       | 28    | 3     | 2                | 0                | —                     | —                     | 30    | 3     |
| NEC Nimega · Países Bajos        | Total club    | Total club    | 28    | 3     | 2                | 0                | 0                     | 0                     | 30    | 3     |
| Ajax de Ámsterdam · Países Bajos | 1.ª           | 2024-25       | 8     | 1     | 0                | 0                | 9                     | 0                     | 17    | 1     |
| Ajax de Ámsterdam · Países Bajos | Total club    | Total club    | 15    | 1     | 1                | 0                | 12                    | 0                     | 28    | 1     |
| Total carrera                    | Total carrera | Total carrera | 92    | 6     | 3                | 0                | 12                    | 0                     | 107   | 6     |